# Rabbinikus judaizmus
A rabbinikus judaizmus a késő ókor óta a judaizmus (zsidó vallás) fő formája. Az ókori farizeusi iskolában gyökerezik és a jeruzsálemi második templom pusztulása (Kr. u. 70) után, a 3–6. században fejlődött ki, amikor összeállították a Talmudot és más rabbinikus írásokat. 
Azon a meggyőződésen alapul, hogy Mózes a Sínai-hegyen két Tant kapott Istentől: a leírt Tórát (Torá söbichtáv) és a szóbeli Tórát (Torá söbáál pe). A szóban továbbított ún. szóbeli Tóra magyarázza az Írott Tórát. Eleinte tilos volt leírni a szóbeli Tórát, de a jeruzsálemi templom 1. századi lerombolása és a zsidó államiság megszűnte után úgy döntöttek, hogy a megőrzés érdekében leírják, a Talmud és más rabbinikus szövegek formájában. 
A modern judaizmus összes fő mozgalma a rabbinizmusból származik. Annak ellenére, hogy mélyreható különbségek vannak közöttük a háláchá (zsidó törvények) megközelítésében és a múltbeli hatóságok által hozott döntések felülvizsgálatához való eltérő hozzáállásuk ellenére, ezek mind a rabbinikus hagyományokon és elemzési módszeren alapulnak. Történelmileg a rabbinizmust szembeállítják a karaitizmussal, amely nem ismeri el a szóbeli Tóra tekintélyét és értelmezési elveit.
Az irányzat követőit néha „rabbinistáknak” is nevezik. Maga az elnevezés a „karaiták” szó ellentéteként volt elterjedt abban az időben, amikor a zsidók jelentős része vallotta a karaitizmust (9-13. század). Mára, a karaita judaizmus hanyatlásával a kifejezést ritkábban használják, mivel a zsidók túlnyomó többsége a rabbinikus judaizmus követője.